# Васкес, Роналдо
Роналдо Васкес (исп. Ronaldo Junior Vásquez Herasme; род. 30 июня 1999, Доминиканская Республика) — доминиканский футболист, нападающий клуба «Сумгаит» и сборной Доминиканской Республики.

## Клубная карьера
Во взрослом футболе дебютировал в 2017 году в составе клуба «Атлетико Пантоха» из чемпионата Доминиканской Республики. В 2018 году вместе с клубом стал победителем Карибского клубного чемпионата, что позволило команде принять участие в Лиге чемпионов КОНКАКАФ 2019. В феврале 2019 года в рамках 1/8 финала Лиги чемпионов «Атлетико» играл против клуба «Нью-Йорк Ред Буллз», по сумме двух встреч уступив со счётом 0:5. В марте того же года игрок отправился на просмотр в израильский клуб «Хапоэль» (Тель-Авив), где провёл около двух с половиной месяцев и в конце мая подписал соглашение с командой. Покинул «Хапоэль» в августе 2019 года, не сыграв ни одной игры в чемпионате Израиля.
Выступал за «Гуабира» (Боливия).
30 января 2025 года перешёл в «Сумгаит».

## Карьера в сборной
В 2018 году молодёжная сборная Доминиканской Республики принимала участие в чемпионате КОНКАКАФ среди молодёжных команд. В первом раунде турнира сборная заняла 3-е место в группе (из 6) и не смогла пройти в следующий раунд. Васкес принял участие во всех пяти матчах и забил 5 голов. В матче с молодёжной сборной Синт-Мартена (12:1) отметился хет-триком.
За основную сборную Доминиканской Республики дебютировал в ноябре 2017 года, сыграв в двух подряд товарищеских матчах со сборной Никарагуа.

## Достижения
Атлетико Пантоха
- Победитель Карибского клубного чемпионата: 2018